# Protreptyk
Protreptyk (gr. προτρεπτικός ‘zachęcający’) – rodzaj retoryki, który w starożytności obejmował literaturę o charakterze dydaktycznym. Gatunek ten obejmował mowy oraz dialogi, których treścią była zachęta do robienia postępów w moralności. Pobudzał także do rozwijania zdolności intelektualnych, szczególnie w studiowaniu filozofii. 
W starożytnej Grecji ten gatunek literatury dydaktycznej uprawiali m.in. sofiści, Platon, Arystoteles, natomiast w starożytnym Rzymie m.in. Cyceron, Seneka Młodszy, Laktancjusz.